# Bolitophila saundersi
Bolitophila saundersi är en tvåvingeart som först beskrevs av Curtis 1836.  I den svenska databasen Dyntaxa används istället namnet Bolitophila saundersii. Bolitophila saundersi ingår i släktet Bolitophila och familjen smalbensmyggor. Arten är reproducerande i Sverige. Inga underarter finns listade i Catalogue of Life.